# Асоціація вугільних громад України
| Абревіатура         | АВГУ                          |
| ------------------- | ----------------------------- |
| Тип                 | Асоціація                     |
| Засновано           | 2023                          |
| Розташування        | м. Львів, вул. Галицька, 21/1 |
| Виконавчий директор | Табінський Андрій Ігорович    |
| Вебсайт             | https://accu.in.ua/           |

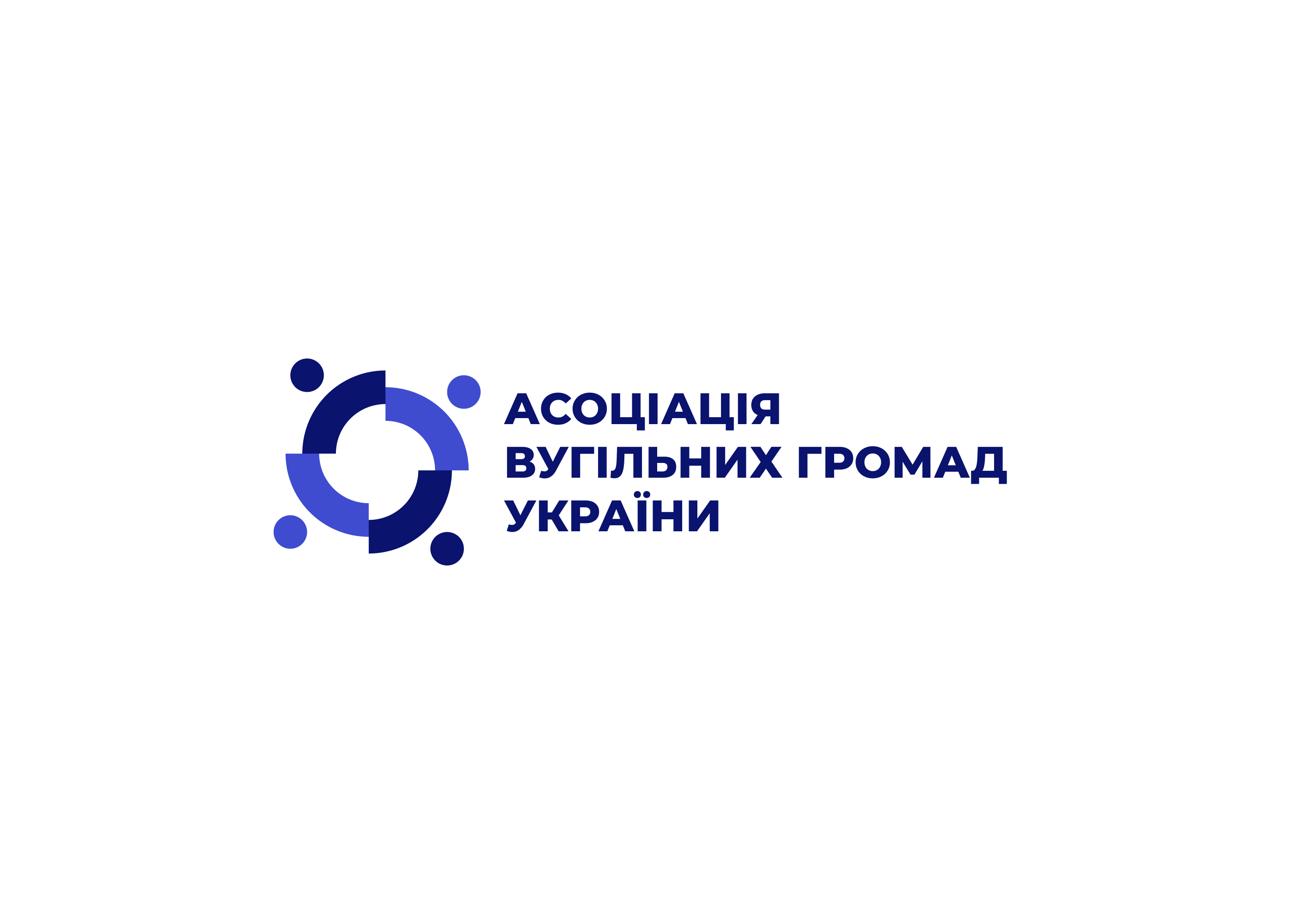

Асоціація вугільних громад України (АВГУ; англ. Association of Coal Communities of Ukraine) — асоціація, яка об'єднує монопрофільні територіальні громади вуглевидобування та теплової генерації з метою захисту їх інтересів у процесах справедливої трансформації, енергетичної диверсифікації та відновлення.
Створена у листопаді 2023 року за ініціативи 9 органів місцевого самоврядування.
За 2024 рік асоціація залучила понад 11 630 000 грн грантового фінансування для підприємців вугільних громад. 
Станом на травень 2025 року до складу АВГУ входить 24 громади: 18 членів та 6 почесних членів. Залучено грантового фінансування—17 000 000 грн для вугільних громад.

## Заснування
9 листопада 2023 року за підтримки Федерального міністерства економіки та захисту клімату Німеччини у співпраці з Deutsche Gesellschaft für Internationale Zusammenarbeit (GIZ) GmbH відбулися Установчі збори Асоціації вугільних громад України.
До неї увійшли 15 громад, які залежать від вугледобувних підприємств або теплових електростанцій: Бурштинська, Шептицька (раніше—Червоноградська), Белзька, Шахтарська (раніше—Першотравенська), Петропавлівська, Нововолинська, Поромівська, Литовезька, Зеленодольська, Ладижинська, Сокальська, Добротвірська, Великомостівська, Миколаївська, Тернівська, Павлоградська.
Почесними членами Асоціації стали громади, що перебувають у прифронтових та окупованих територіях Донецької та Луганської областей, зокрема Торецька, Мирноградська, Добропільська та Гірська громади.
Виконавчим директором АВГУ було обрано Табінського Андрія Ігоровича.
В лютому 2024 року в якості почесних членів до Асоціації увійшли Покровська та Вугледарська громади Донецької області.

## Склад станом на вересень 2024
| Члени асоціації: - Ладижинська міська рада Вінницької області; - Нововолинська міська рада Волинської області; - Литовезька сільська рада Волинської області; - Поромівська сільська рада Волинської області; - Петропавлівська селищна рада Дніпропетровської області; - Миколаївська сільська рада Дніпропетровської області; - Тернівська міська рада Дніпропетровської області; - Зеленодольська міська рада Дніпропетровської області; - Шахтарська міська рада Дніпропетровської області; - Бурштинська міська рада Івано-Франківської області; - Добротвірська селищна рада Львівської області; - Великомостівська міська рада Львівської області; - Белзька міська рада Львівської області; - Сокальська міська рада Львівської області; - Шептицька міська рада Львівської області; - Слобожанська міська рада Харківської області; - Богданівська сільська рада Дніпропетровської області; - Вербківська сільська рада Дніпропетровської області. | Почесні члени асоціації: - Вугледарська міська військова адміністрація Донецької області; - Покровська міська військова адміністрація Донецької області; - Торецька міська військова адміністрація Донецької області; - Добропільська міська військова адміністрація Донецької області; - Мирноградська міська військова адміністрація Донецької області; - Гірська міська військова адміністрація Луганської області |

## Діяльність
- поширює інформацію про актуальні проблеми вугільних громад та шляхи їх вирішення; популяризує справедливу трансформацію як інструмент безболісної відмови від викопного палива та подальшого розвитку громад;https://www.epravda.com.ua/columns/2024/02/28/710497/index.amp
- бере участь у розробці Державної цільової програми справедливої трансформації до 2030 року.[1]
- розробляє рекомендації та пропозицій щодо пріоритетів та програм Фонду справедливої трансформації вугільних регіонів;
- розробляє нормативно-правову базу для імплементації податкових пільг для бізнесу вугільних громад;
- співпрацює з міжнародними організаціями та проєктами, що діють у сфері  реалізації справедливої трансформації та «зеленого» переходу;
- поширює інформацію про енергетичну диверсифікацію, відновлювальні джерела енергії та можливості реалізації проєктів ВДЕ в Україні;
- сприяє обміну досвідом та кращими практиками у сфері розгалуженої генерації та енергозаощадження;
- організовує Форуми вугільних громад України;
- організовує практичне навчання, семінари та тренінги для службовців вугільних громад і представників місцевого бізнесу;
- здійснює безкоштовний грантовий супровід для підприємств вугільних громад;
- веде телеграм-канал «Можливості для підприємців вугільних регіонів», в якому інформує представників бізнесу про актуальні грантові, експортні та навчальні можливості.